# Spahis
Gli Spahis furono truppe coloniali montate a cavallo del Regno d'Italia in Libia, e della Francia in Marocco e Algeria.

## Spahis italiani

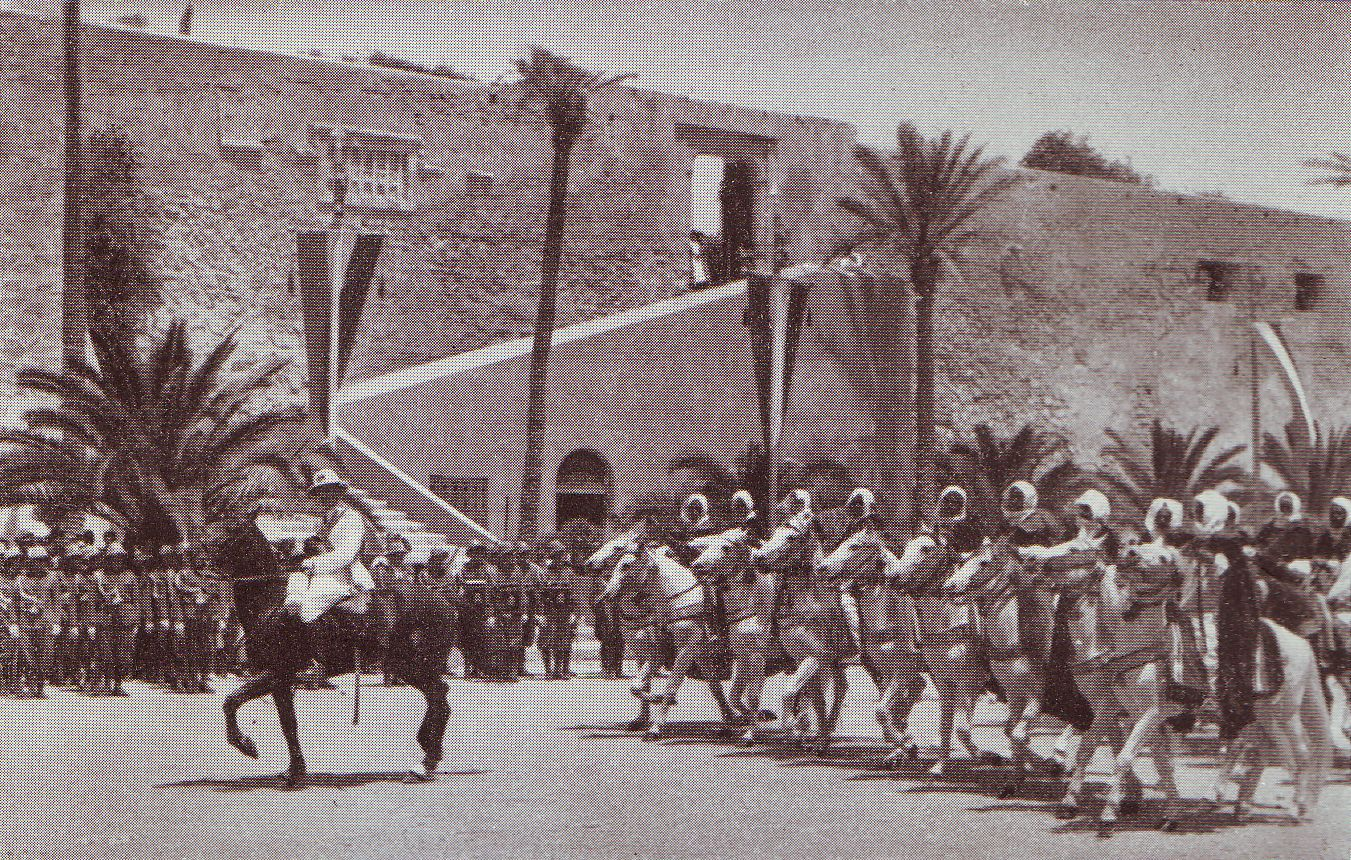
Spahis italiani in Libia negli anni '30

Dopo il 1912 l'Italia ottenne la Libia dall'Impero ottomano. Per la gestione coloniale della Libia italiana furono creati squadroni di cavalleria, arruolando i locali Spahi della Libia ottomana. 
Questi Spahis operarono tra il 1912 ed il 1935 nei Regio corpo truppe coloniali della Tripolitania e della Cirenaica, poi dal 1935 al 1942 nel Regio corpo truppe coloniali della Libia unificato. Differivano dai loro corrispondenti francesi in quanto il loro ruolo principale era quello di polizia montata: furono usati principalmente per compiti di esplorazione, scorta e soprattutto e per controllare i confini e le zone del deserto sahariano libico.
Pur essendo diretti da ufficiali nazionali del Regio Esercito, tra i quali si distinse Federico Ferrari-Orsi, gli Spahis sono stati organizzati in una forma locale tipicamente libica, con equipaggiamento, organizzazione e tattiche proprie, a differenza dei reggimenti libici di cavalleria di linea coloniale italiana (detti Savari).
Gli Spahis hanno indossato un vestito pittoresco, modellato su quello delle tribù berbere ed arabe del deserto dalle quali sono stati reclutati. Spesso in guerra indossavano un "burnus" bianco.

### Gli Spahis di Amedeo Guillet
Un famoso gruppo di Spahis italiani fu quello di Amedeo Guillet. Nel 1935 il "comandante Diavolo" (come fu in seguito soprannominato Guillet) ottenne il trasferimento in Libia presso un reparto di Spahis. Nell'ottobre di quell'anno partecipò, come comandante di plotone degli Spahis di Libia, alle prime azioni della guerra di Etiopia. Il 24 dicembre dello stesso anno venne ferito gravemente alla mano sinistra durante la battaglia di Selaclaclà, dove si distinsero i suoi duecento Spahis. Al termine delle ostilità, il 5 maggio del 1936, venne decorato a Tripoli dal maresciallo d'Italia Italo Balbo per il suo esemplare e coraggioso comportamento in combattimento. Il mese successivo sfilò a Roma, in occasione del primo anniversario dell'Impero, alla testa delle unità Spahis. 

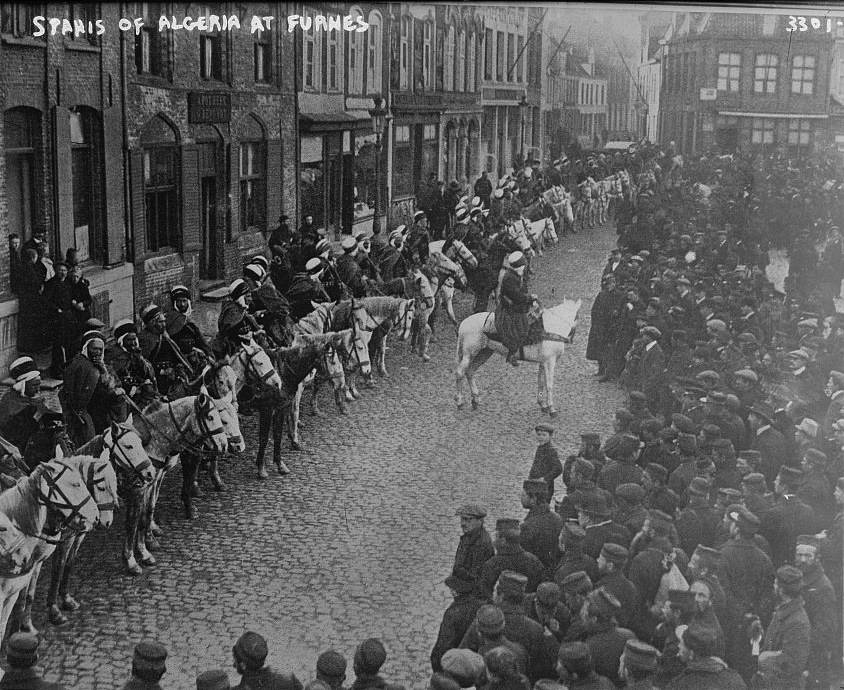
Spahis dell'Algeria francese in parata nel Belgio (1916)

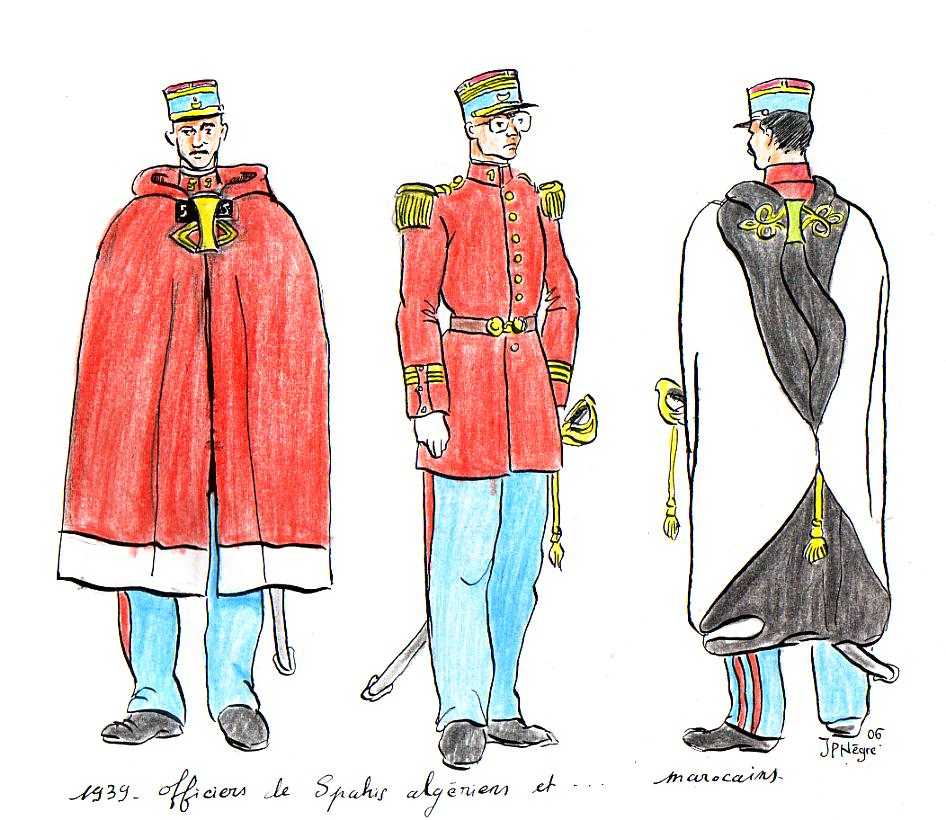
Ufficiali Spahis dell'Algeria francese

## Spahis francesi
La Francia ebbe numerose brigate di Spahis, principalmente in Algeria e Marocco, che si distinsero nelle due guerre mondiali. Alcuni Spahis francesi attaccarono la Libia italiana durante la seconda guerra mondiale, occupando il Fezzan nel 1943.